# MOSIX
MOSIX est un système de gestion de clusters Linux et de grilles organisationnelles qui fournit une Single-system image (SSI), c'est-à-dire l'équivalent d'un système d'exploitation distribué pouvant gérer une grappe dans son ensemble. Dans un cluster ou une grille MOSIX, il n'est pas nécessaire de modifier ou d'établir un lien entre les applications et une bibliothèque, de copier des fichiers ou de se connecter à des ordinateurs à distance - ceci est fait automatiquement, comme dans un SMP.

## Historique
MOSIX est mis au point depuis 1977 à l'Université hébraïque de Jérusalem par l'équipe de recherche du Professeur Amnon Barak. Jusqu'à présent, dix versions majeures ont été développées. La première version, appelée MOS, pour Multicomputer OS, (1981-83) était fondée sur la Septième édition d'Unix des Laboratoires de Bell et a fonctionné sur un groupe d'ordinateurs PDP-11. Les versions ultérieures sont fondées sur la 2e version du Système Unix V (1987-89) et tournent sur un groupe de VAX et des ordinateurs basés sur NS32332, suivie d'une version dérivée de BSD / OS (1991-93) pour un groupe d'ordinateurs 486/Pentium. Depuis 1999, MOSIX est porté sur Linux pour les plates-formes x86.

## MOSIX2
La dernière version de MOSIX, appelée MOSIX2, est compatible avec le noyau Linux 2.6. MOSIX2 est implémenté en tant que couche de virtualisation de système d'exploitation qui fournit à l'utilisateur et aux applications une SSI avec l'environnement Linux. Il permet aux applications de tourner sur des nœuds distants comme s'ils tournaient localement. Les utilisateurs lancent leurs applications habituelles (séquentielles ou parallèles) pendant que MOSIX fournit les ressources de façon transparente et automatique et déplace les processus parmi les nœuds pour augmenter les performances globales.
MOSIX2 peut gérer un cluster ou une gride, tout comme des postes de travail ou d'autres ressources partagées. La gestion souple d'une grid permet aux propriétaires de clusters de partager leurs ressources de calcul, tout en préservant leurs autonomie sur leurs propres clusters et leurs possibilités de déconnecter leurs nœuds de la grid à tout moment, sans gêner leurs programmes déjà lancés.
Une grid MOSIX peut s'étendre indéfiniment aussi longtemps qu'il y a de la confiance entre ses propriétaires de clusters. Cela doit inclure des garanties que les applications clientes ne seront pas modifiées tant qu'elles tournent sur les clusters distants et que des ordinateurs hostiles ne seront pas connectés au réseau local. 
De nos jours ces conditions sont en standards dans les clusters et les "organizational grids".